# Nerf lombaire
Les nerfs lombaires sont les cinq paires de nerfs spinaux émergeant de la moelle spinale au niveau des vertèbres lombaires. Ils sont notés L1 à L5.

## Origine
Les nerfs lombaires comme les autres nerfs spinaux naissent de la fusion d'une racine antérieure motrice et d'une racine postérieure sensitive issues de la moelle spinale.

## Trajet
Les nerfs lombaires traversent les foramens intervertébraux au-dessous des vertèbres lombaires après un parcours vertical plus ou moins long dans la canal vertébral, la moelle spinale s’arrêtant au niveau de la deuxième vertèbre lombaire.
Les nerfs se divisent alors en une branche antérieure, qui se dirige vers l'avant, et une branche postérieure, qui se dirige vers l'arrière.
Avant de se diviser les deux premiers nerfs lombaires donnent un rameau communicant blanc et un rameau communicant gris, et le troisième nerf lombaire donne un rameau communicant gris. Ces rameaux communiquent avec le tronc sympathique.

### Rameaux postérieurs
Les rameaux postérieurs forment le plexus lombaire postérieur.
Les divisions médianes des branches postérieures s'étendent près des processus articulaires des vertèbres et innervent le muscle multifide.
Les branches externes innervent les muscles érecteurs du rachis.
Les branches latérales des trois premiers nerfs lombaires se terminent par les nerfs cluniaux supérieurs.

### Rameaux antérieurs
Les rameaux antérieurs des nerfs lombaires augmentent en taille de haut en bas.
Les rameaux antérieurs des trois premiers nerfs lombaire et une partie du quatrième constituent le plexus lombal.
Une partie du quatrième nerf lombaire et le cinquième constitue le tronc lombo-sacré qui contribue au plexus sacré.

#### Premier nerf lombaire
Le rameau antérieur du premier nerf lombaire reçoit une anastomose du nerf subcostal.
Il émet une anastomose vers le deuxième nerf lombaire et contribue au nerf génito-fémoral.
Il se termine par les nerfs ilio-hypogastrique et ilio-inguinal.

#### Deuxième nerf lombaire
Le rameau antérieur du deuxième nerf lombaire émet une anastomose vers le premier nerf lombaire et contribue au nerf génito-fémoral.
Il émet une division antérieure vers la division antérieure du troisième nerf lombaire pour contribuer au nerf obturateur.
Ses deux divisions postérieures rejoignent les divisions postérieures du troisième nerf lombaire pour constituer le nerf sensitif cutané latéral de la cuisse et le nerf fémoral.

#### Troisième nerf lombaire
Le rameau antérieur du troisième nerf lombaire émet une division antérieure vers la division antérieure du quatrième nerf lombaire pour contribuer au nerf obturateur.
De façon inconstante une division antérieure peut rejoindre une division antérieure du quatrième nerf lombaire pour former le nerf obturateur accessoire.
Ses deux divisions postérieures rejoignent les divisions postérieures du deuxième nerf lombaire pour constituer le nerf sensitif cutané latéral de la cuisse et le nerf fémoral.

#### Quatrième nerf lombaire
Le rameau antérieur du quatrième nerf lombaire émet une division antérieure pour contribuer au nerf obturateur et une autre qui rejoint le cinquième nerf lombaire pour constituer le tronc lombo-sacré et contribuer par son intermédiaire au plexus sacral.
De façon inconstante une division antérieure peut rejoindre une division antérieure du troisième nerf lombaire pour former le nerf obturateur accessoire.
Sa division postérieure contribue au nerf fémoral.
Le quatrième nerf lombaire contribuant au plexus lombal et au plexus sacral, la branche entre les quatrième et cinquième nerfs lombaires est parfois nommée nerf en fourche (de l'anglais furcal nerve).

### Cinquième nerf lombaire
Le rameau antérieur du cinquième nerf lombaire rejoint la division antérieure du rameau antérieur du quatrième nerf lombaire pour constituer le tronc lombo-sacré et contribuer par son intermédiaire au plexus sacral.

## Territoire musculaire

### Premier nerf lombaire
| Muscle                              | via                                        |
| ----------------------------------- | ------------------------------------------ |
| Muscle droit de l'abdomen           | Nerf ilio-hypogastrique                    |
| Muscle transverse de l'abdomen      | Nerf ilio-hypogastrique Nerf ilio-inguinal |
| Muscle oblique interne de l'abdomen | Nerf ilio-hypogastrique Nerf ilio-inguinal |
| Muscle crémaster                    | Nerf ilio-inguinal Nerf génito-fémoral     |
| Muscle grand psoas                  |                                            |

### Deuxième nerf lombaire
| Muscle                                                | via                                       |
| ----------------------------------------------------- | ----------------------------------------- |
| Muscle crémaster                                      | Nerf génito-fémoral                       |
| Muscle illiaque                                       | Nerf fémoral                              |
| Muscle grand psoas                                    | Nerf fémoral                              |
| Muscle quadriceps fémoral                             | Nerf fémoral                              |
| Muscle sartorius                                      | Nerf fémoral                              |
| Muscle pectiné                                        | Nerf fémoral Nerf obturateur (inconstant) |
| Muscle long adducteur                                 | Nerf obturateur                           |
| Muscle court adducteur                                | Nerf obturateur                           |
| Muscle gracile                                        | Nerf obturateur                           |
| Muscle obturateur externe                             | Nerf obturateur                           |
| Muscle grand adducteur (faisceaux supérieur et moyen) | Nerf obturateur                           |

### Troisième nerf lombaire
| Muscle                                                | via                                       |
| ----------------------------------------------------- | ----------------------------------------- |
| Muscle illiaque                                       | Nerf fémoral                              |
| Muscle grand psoas                                    | Nerf fémoral                              |
| Muscle quadriceps fémoral                             | Nerf fémoral                              |
| Muscle sartorius                                      | Nerf fémoral                              |
| Muscle pectiné                                        | Nerf fémoral Nerf obturateur (inconstant) |
| Muscle long adducteur                                 | Nerf obturateur                           |
| Muscle court adducteur                                | Nerf obturateur                           |
| Muscle gracile                                        | Nerf obturateur                           |
| Muscle obturateur externe                             | Nerf obturateur                           |
| Muscle grand adducteur (faisceaux supérieur et moyen) | Nerf obturateur                           |

### Quatrième nerf lombaire
| Muscle                        | via |
| ----------------------------- | --- |
| Muscle carré des lombes       |     |
| Muscle moyen glutéal          |     |
| Muscle petit glutéal          |     |
| Muscle tenseur du fascia lata |     |
| Muscle obturateur externe     |     |
| Muscle jumeau inférieur       |     |
| Muscle carré fémoral          |     |
| Muscle tibial antérieur       |     |

### Cinquième nerf lombaire
| Muscle                             | via |
| ---------------------------------- | --- |
| Muscle grand glutéal               |     |
| Muscle moyen glutéal               |     |
| Muscle petit glutéal               |     |
| Muscle tenseur du fascia lata      |     |
| Muscle tibial antérieur            |     |
| Muscle tibial postérieur           |     |
| Muscle court extenseur des orteils |     |
| Muscle long extenseur de l'hallux  |     |